# Hryhorij Czubaj
Hryhorij Czubaj (ukr. Григорій Чубай; ur. 23 stycznia 1949, zm. 16 maja 1982) – ukraiński poeta i tłumacz. Jeden z najbardziej znanych przedstawicieli lwowskiego undergroundu w latach 70. XX wieku, wg Iwana Dziuby "jedna z najbardziej magnetyzujących i najbardziej poruszających legend ukraińskiego bezczasu lat 70. i 80.".

## Życiorys
Urodził się i wychował we wsi Berezyny na Wołyniu w rodzinie pracowników kołchozu. Po zakończeniu nauki szkolnej próbował dostać się na Równieński Uniwersytet Pedagogiczny oraz Uniwersytet Kijowski. Na oba nie został przyjęty – wg przekazów ze względu na wyrażane poglądy. Po ukończeniu szkoły pracował w kołchozie we wsi Tesłuhów jako przewodniczący Komsomołu, jako nauczyciel historii we wsi Żabokryky oraz jako radiowiec w Czerwonoarmijsku (dziś Radziwiłłów).
W 1969 r. przeprowadził się do Lwowa, gdzie zbliżył się z kręgami dysydenckimi zgromadzonych wokół Iryny i Ihora Kałynciów, a także ze środowiskiem młodych artystów (malarzy, muzyków, poetów i prozaików), które uznawało go za swojego lidera. Do nieformalnej grupy gromadzącej się wokół Czubaja należeli m.in. literaci Ołeh Łyszeha, Wasyl Hajduczok, Roman Kiś, Mykoła Riabczuk, Jurij Wynnyczuk, Kateryna Morozowa, muzyk Wiktor Morozow, artyści Orest Jaworski, Wołodymyr Kaufman, Jurij Koch, Wołodymyr Onyszczenko. Głównym miejscem spotkań towarzystwa tych nonkonformistycznych twórców było mieszkanie Czubajów we lwowskiej dzielnicy Pohulanka, a charakteryzowała je "atmosfera święta, lekkiej i radosnej dla wszystkich nieustannej improwizacji".
Był inicjatorem wydania i redaktorem pierwszego i jedynego numeru czasopisma „Skrzynia” ("Скриня") zawierającego utwory wiersze, opowiadania i eseje osób z jego najbliższego środowiska oraz przekład dramatu Tadeusza Różewicza "Śmieszny staruszek". Materiał został przedrukowany legalnie w 2000 roku.
W 1969 wziął ślub z Hałyną Sawką. Mieli dwoje dzieci: Tarasa (ur. 1970) i Sołomiję (ur. 1979). Pracował m.in. jako monter w Teatrze im. Zańkoweckiej, w fabryce meblowej oraz w sklepie fotograficznym.
W styczniu 1972 roku aresztowany przez KGB w ramach tzw. generalnego pogromu. Podczas przesłuchania złożył zeznania obciążające Ihora i Irynę Kałynciów. Po wydarzeniach 1972 zaprzestał niemalże całkowicie aktywności twórczej i w ocenie przyjaciół przeżył poważny kryzys psychiczny. Jedynym pełnowartościowym utworem stworzonym przez niego po tej dacie był poemat "Howoryty, mowczaty i howoryty znowu" wg Mykoły Riabczuka: "jeden z najwybitniejszych utworów ukraińskiej literatury, a także unikalny dokument człowieczeństwa".
W 1978 podjął naukę w Instytucie Literackim imienia A.M. Gorkiego, uczestniczył tam w seminarium Anatolija Żygulina. Zmarł w 1982 roku na kłębuszkowe zapalenie nerek. Został pochowany na cmentarzu Sychowskim, a w 1995 jego ciało przeniesiono na cmentarz Łyczakowski.
Ojciec lidera zespołu "Płacz Jeremiji" – Tarasa Czubaja oraz animatorki kultury i wokalistki Sołomiji Czubaj.

## Twórczość
Oficjalne publikacje w prasie ZSRR
Od 1963 publikował swoje wiersze w lokalnej, wołyńskiej prasie: "Czerwona zirka" (Dubno), "Prapor peremohy" (Czerwonoarmijśk), "Zmina" (Równe). Od 1967 roku objęty zakazem publikacji w ZSRR, do końca życia nie zobaczył swoich autorskich utworów w legalnych wydaniach. Po śmierci, od 1983 do 1991 r. jego wiersze ukazywały się w prasie sowieckiej Ukrainy m.in. czasopismach "Literaturna Ukrajina", "Ukrajina", "Dnipro".
Publikacje nielegalne i emigracyjne
W 1968 wydał własnym sumptem tomik "Postat' hołosu". W latach 70. i 80. opracowywał też zbiór swoich wierszy podsumowujący jego dojrzały dorobek poetycki pt. "Piatyknyżżia". Jego wiersze były rozpowszechniane w latach 80. w odpisach oraz w drugoobiegowym czasopiśmie "Ukrajinśkyj wisnyk". W latach 1970–72 jego wiersze ukazały się w emigranckiej prasie ukraińskiej: "Suczasnist'" (Monachium) oraz „Wyzwolnyj Szliach” (Londyn).
Publikacje książkowe - poezja
- Howoryty, mowczaty i howoryty znowu. Wirszi ta poemy, 1990,
- Płacz Jeremiji. Poeziji, poemy, pereklady, spohady, fotoznimky, 1998, 2001,
- Piatyknyżżia, 2013, 2015.

Publikacje książkowe - poezja dla dzieci
- Skoromowka ne dla wowka, 1990,
- Chodyt' weczir-weczoroczok, 1992,
- Pro Martynka i chmarynky, 1992.

Publikacje w tłumaczeniach
Jego wiersze zostały przetłumaczone na język angielski, rosyjski, hiszpański i polski. Po polsku wybrane wiersze Czubaja ukazywały się w tłumaczeniu Bohdana Zadury w antologiach "Rybo-wino-kur. Antologia literatury ukraińskiej ostatnich dwudziestu lat" i "Wiersze zawsze są wolne" i w czasopiśmie "Literatura na świecie" oraz w tłumaczeniach Macieja Piotrowskiego w czasopiśmie "eleWator" i "Fabularie" i na stronie magazynu Pismo, a także na albumie muzycznym Kuby Blokesza "Szkice miejskie".
W 2023 nakładem Kolegium Europy Wschodniej ukazał się tom poezji Hryhorija Czubaja "Niech odejdą z niczym" w tłumaczeniu Macieja Piotrowskiego i Miłosza Waligórskiego. 
Hryhorij Czubaj jest autorem przekładów poezji z języka polskiego (Tadeusz Różewicz, Władysław Broniewski), słowackiego (František Lipka), rosyjskiego (Aleksandr Błok) i hiszpańskiego (Gabriela Mistral, Antonio Machado).

## Upamiętnienie
Ulice jego imienia znajdują się we Lwowie, Radziwiłowie, Równem, Berezynach i Dubnie. Historię jego życia zaprezentowano w filmach "Czubaj" (reż. Ołeksandr Fraze-Frazenko) oraz "Czubaj. Mówić znowu" (reż. Mychajło Krupijewski). Biografię poety opracował w formie książkowej Dmytro Kraweć. Muzykę do jego utworów komponowali zespół Płacz Jeremiji, Kuba Blokesz, zespół Dżalapita z Sołomiją Czubaj i orkiestrą INSO-Lviv.